# Joachim Werner
Joachim Werner (ur. 19 lipca 1939 w Berlinie, zm. 10 lipca 2010 tamże) – niemiecki wioślarz reprezentujący Wspólną Reprezentację Niemiec i RFN, mistrz olimpijski.

## Kariera sportowa
W latach 1956-1964 sportowcy RFN i NRD startowali pod jedną flagą jako Wspólna Reprezentacja Niemiec. Na igrzyskach olimpijskich w Tokio w 1964 Niemcy w składzie: Peter Neusel, Bernhard Britting, Joachim Werner, Egbert Hirschfelder i Jürgen Oelke (sternik) zdobyli złoty medal w czwórkach ze sternikiem. W finale o 2,40 sekundy wyprzedzili Włochów i 6,02 sekundy Holendrów. Był to jego jedyny start olimpijski.
Na mistrzostwach Europy w Kopenhadze (1963) zdobył złoty medal w czwórkach ze sternikiem, a na mistrzostwach Europy w Amsterdamie (1964) w tej samej konkurencji był drugi. 
Dwukrotnie zdobywał mistrzostwo kraju: w latach 1963-1964 był najlepszy w czwórkach ze sternikiem. Po zakończeniu kariery pracował jako urzędnik skarbowy.